# Aviação branca
Aviação Branca (em russo:  Белая авиация) foram as formações de força aérea do Exército Russo do Movimento Branco. Eles defenderam o espaço aéreo do Estado russo durante a Guerra Civil de 1918 a 1922. Incluíam diversas formações: esquadrões, divisões, esquadras e outras.

## História
Entre as muitas tarefas mais importantes e complexas que, desde os primeiros dias da organização do Movimento Branco, enfrentou a sua liderança político-militar estava a criação de uma frota aérea. Os representantes mais proeminentes da aviação do antigo Exército russo também participaram ativamente na sua criação: Alexander Alexandrovich Kazakov, Vyacheslav Matveevich Tkachev, Sergei Arkadyevich Boyno-Rodzevich e outros.
A liderança militar Branca via a aviação não apenas como a maior conquista do progresso científico e tecnológico, mas principalmente como um meio de resolver missões de combate no interesse das forças terrestres. As formações de aviação foram criadas como militares, porque o movimento Branco teve como objetivo resolver todas as questões de restauração da ordem no país por meios armados. Em termos de objetivos e propósitos, esta aviação foi construída como uma organização sobre bases completamente diferentes das da aviação soviética. A orientação ideológica e sócio-política da maioria do pessoal concentrava-se nas metas e objetivos do movimento branco.
No caminho para a criação da frota aérea dos Exércitos Brancos houve sérias dificuldades, sobretudo técnicas e econômicas, devastação e total desorganização do Estado. As dificuldades foram agravadas pelo fato de terem sido criadas unidades de aviação no contexto da eclosão da guerra civil. No menor tempo possível, foi necessário criar e organizar novos aparatos de frota aérea central e local, ampliar a formação e recrutamento de destacamentos de aviação, encontrar equipamentos e armas para eles, estabelecer treinamento de combate e treinamento militar de pessoal. Todas essas atividades tinham que ser realizadas simultaneamente, não havendo tempo para manter sua ordem e sequência. A frota aérea dos Exércitos brancos foi criada em situação de combate.
No final de 1919, a aviação branca chegava a 400 aeronaves.